# رابرت هاو
رابرت هاو (Robert Howe) (زادهٔ حدود ۱۷۳۲ – درگذشتهٔ ۱۴ دسامبر ۱۷۸۶)، ژنرال ارتش قاره‌ای از ایالت کارولینای شمالی در زمان جنگ انقلاب آمریکا بود. هاو از نوادگان خانواده‌ای سرشناس در کارولینای شمالی و یکی از پنج ژنرال و تنها سرلشکر در ارتش قاره‌ای از آن ایالت بود. او همچنین در نهادهای قانون‌گذاری هم در دولت استعماری و هم در دولت ایالتی کارولینای شمالی خدمت کرد.
هاو در زمان جنگ فرانسویان و سرخپوستان در نیروی شبه نظامی استعماری خدمت کرد و فرماندهی قلعهٔ جانستون در دهانهٔ رودخانهٔ کیپ فیر را برعهده داشت. او همچنین در زمان جنگِ قانون‌گذاران به عنوان سرهنگ توپخانه و تحت نظر فرماندار سلطنتی ویلیام تراین خدمت کرد. هاو زمانی که تراین، دوست صمیمی‌اش، فرماندار نیویورک شد، دستخوش تغییر زیادی گشت و سرسختانه با جانشین تراین مخالفت کرد. او میان سال‌های ۱۷۷۳ و ۱۷۷۵ در سازمان‌دهی اقدامات در کارولینای شمالی و در میان مستعمرات آمریکا نقش داشت و یکی از اعضای فعال کنگرهٔ ایالتی کارولینای شمالی بود. در آغاز دوران انقلاب آمریکا، هاو به درجهٔ سرتیپی ارتقا یافت و به شدت درگیر عملیات در بخش جنوبی بود و فرماندهی ارتش قاره‌ای و نیروهای شبه نظامی وطن پرستان را در نبرد ساوانا بر عهده داشت.
حرفهٔ هاو به عنوان فرماندهٔ نظامی مشکل آفرین بود و اساساً حرفه‌اش به‌خاطر درگیری با رهبران سیاسی و نظامی در جورجیا و کارولینای جنوبی تباه شد. در سال ۱۷۷۸، او با کریستوفر گدزدن از کارولینای جنوبی دوئل کرد که علتش تا حدی به‌خاطر درگیری هاو با دولت ایالتی کارولینای جنوبی بود. درگیری‌های سیاسی و شخصی هاو به همراه شهرتش به عنوان فردی زن‌باره در میان کسانی که از او بیزار بودند، در نهایت باعث شد که کنگرهٔ قاره‌ای، او را از فرماندهی بخش جنوبی برکنار کند. سپس هاو به نیویورک فرستاده شد و در آنجا تحت نظر ژنرال جورج واشینگتن در هادسون هایلندز خدمت کرد، اگرچه هاو در آنجا کار موفقیت‌آمیز یا قابل توجهی نداشت. او به عنوان مسئول ارشد، عضو هیئت دادگاه نظامی بود که جان آندره، افسر بریتانیایی که متهم به همکاری با بندیکت آرنولد در توطئهٔ نهایی برای تغییر تبعیت و تحویل وست پوینت به بریتانیایی‌ها بود، را به اعدام محکوم کرد. خود هاو نیز متهم به تلاش برای فرار به بریتانیا شد، اما از آنجاییکه در آن زمان، بریتانیا سعی به ایجاد نفاق و اختلاف در ارتش قاره‌ای داشت، این اتهامات کنار گذاشته شدند. هاو در اواخر جنگ در سرکوب چندین شورش که توسط نیروهای رزمی پنسیلوانیا و نیوجرسی در نیوجرسی و فیلادلفیا روی داد نیز نقش داشت و در سال ۱۷۸۳ به کارولینای شمالی بازگشت. او یک بار دیگر وارد فعالیت‌های سیاسی شد، هرچند، در مسیر رفتن به جلسه‌ای در مجلس عوام کارولینای شمالی در دسامبر ۱۷۸۶ درگذشت.

## اوایل زندگی و خانواده
هاو در سال ۱۷۳۲ چشم به جهان گشود. پدرش، جاب هاو (همچنین با املای Howes)، نوهٔ فرماندار استعماری جیمز مور بود که ریاست بخش جنوبی ایالت کارولینا را بر عهده داشت. جاب هاو همچنین از نوادگان فرماندار جان ایمنز بود. مادر هاو، مارتا، احتمالاً همسر اول جاب و دختر حقوق‌دان مستعمرهٔ کارولینای شمالی فردریک جونز بود. اجداد جاب هاو در اواخر قرن هفدهم و اوایل قرن هجدهم، مزرعه‌دار و شخصیت‌های سیاسی در کارولینای جنوبی بودند. خانوادهٔ هاو، پیش از تولد او، چارلستون را ترک کرده و در سواحل رودخانهٔ کیپ فیر در ایالت کارولینای شمالی ساکن شدند. پدر هاو عضوی از طایفهٔ مور و پیشتر ساکن کارولینای جنوبی بود که بعدها به پایین‌ترین بخش رودخانهٔ کیپ فیر نقل مکان کرد و تا دههٔ ۱۷۳۰، در مجموع مالک بیش از ۸۰۰۰۰ جریب (۳۲۰۰۰ هکتار؛ ۱۲۰ مایل مربع) زمین کشاورزی در آن منطقه شد. جاب هاو در سال ۱۷۴۸ درگذشت و دارایی و ثروت والدینش را برای رابرت به ارث گذاشت. رابرت دو برادر و دو خواهر داشت که از همهٔ آنها در وصیت‌نامهٔ جاب نام برده شده بود.
هاو مقدار زیادی دارایی از مادربزرگش به ارث برد و پس از درگذشت پدرش، صاحب مزرعهٔ «Howe’s Point» در رودخانهٔ کیپ فیر و همچنین مزرعهٔ برنج در نزدیکی محلی که پیشتر معروف به بارن اینلت بود، (امروزه میسون اینلت نامیده می‌شود) شد. محل پیشین این مزرعه دقیقاً روبروی جزیرهٔ فیگر ایت واقع شده‌است. هاو همچنین مالک مزرعه‌ای به نام «Mount Misery» در بخش بلادن بود. مادربزرگش به شرطی پول و برده در اختیار او گذاشت که هاو بخواهد دارایی و ثروتش را زیاد کند.

## حرفهٔ پس از جنگ و وفات
هاو پس از سرکوب دومین شورش نیروهای پنسیلوانیا در سال ۱۷۸۳، در تأسیس انجمن سینسیناتی شرکت و دومین افسری بود که اساسنامهٔ ملی را امضاء کرد و امضاءاش درست زیر امضاء فون استوبن بود. پس از آن، هاو به مزرعه‌اش، کندال، در کارولینای شمالی که بالاتر از مزرعهٔ معروف اورتون که متعلق به اقوام دورش بود، بازگشت. در سال ۱۷۸۳، هاو همچنین یکی از اعضای اصلی انجمن سینسیناتی در کارولینای شمالی شد و اساسنامهٔ این انجمن را امضاء کرد. در طی سال‌های ۱۷۸۳ و ۱۷۸۴، هاو اغلب به فیلادلفیا، نیویورک و دیگر شهرها در شمال شرقی بازگشت تا به تسویهٔ حساب‌ها و دریافت بدهی‌های معوقه‌ای بپردازد که ادعا می‌کرد، کنگره به او بدهکار است. او یک بار دیگر مجبور شد مزرعه‌اش را به رهن بگذارد، اما در نهایت در سال ۱۷۸۵، مبلغ ۷۰۰۰ دلار از کنگره بابت تسویهٔ پولی دریافت کرد.
در سال ۱۷۸۵، هاو از سوی کنگرهٔ کنفدراسیون مأمور شد تا با چندین قبیلهٔ سرخ‌پوست پیمان ببندد، اما او در حقیقت با اعضای هیئت از جمله جورج راجرز کلارک، ریچارد باتلر و ساموئل هولدن پارسونز نرفت و آنها معاهدهٔ فورت فینی را بدون حضور هاو در سال ۱۷۸۶ به فرجام رساندند. هاو به بنجامین اسمیت در برنامه‌ریزی برای ساخت فانوس دریایی بولد هد کمک کرد و به‌طور جدی به افراد وفادار به دولت پیشین که خواستار بازگشت به زندگی پیشین خود در کارولینای شمالی بودند، کمک و از آنها در برابر نظام قضایی ایالت دفاع کرد.
در تابستان سال ۱۷۸۶، او به عضویت مجلس عوام کارولینای شمالی درآمد. هاو در مسیر رفتن به جلسه‌ای در مجلس عوام، بیمار شد و در ۱۴ دسامبر ۱۷۸۶ در شهرستان بلادن درگذشت. جنازهٔ هاو در ملک شخصی‌اش که بعدها به شهرستان کلمبوس، کارولینای شمالی تبدیل گشت، به خاک سپرده شد، اگرچه مکان دقیق دفن او پیدا نشده‌است. به احترام هاو و همسرش سارا، آرامگاهی خالی در گورستان اولد اسمیت‌ویل در ساوتپورت قرار داده شد.

## کتابشناسی
- Ashe, Samuel A'Court, ed. (1892). "Gen. James Moore". Cyclopedia of Eminent and Representative Men of the Carolinas of the Nineteenth Century. Vol. 2. Madison, WI: Brant & Fuller. pp. 428–429. OCLC 17976871.
- Babits, Lawrence; Howard, Joshua B. (2004). "Fortitude and Forbearance": The North Carolina Continental Line in the Revolutionary War 1775–1783. Raleigh, NC: North Carolina Department of Archives and History. ISBN 978-0-86526-317-8.
- Bellamy, John D. (1903). Speech of Hon. John D. Bellamy, of North Carolina, in the House of Representatives, February 14, 1903: on H. R. 17356, to erect an equestrian statue at Wilmington, N. C. , to the memory of Maj. Gen. Robert Howe, of the American Revolution. Washington, D.C.: [s.n]. OCLC 758727519.
- Bennett, Charles E.; Lennon, Donald R. (1991). A Quest for Glory: Major General Robert Howe and the American Revolution. Chapel Hill, NC: University of North Carolina Press. ISBN 978-0-8078-1982-1.
- Clark, Walter (1906). "James Hogun".  In Ashe, Samuel A'Court (ed.). Biographical History of North Carolina from Colonial Times to the Present. Vol. 4. Greensboro, NC: C.L. Van Noppen. pp. 196–202. OCLC 4243114.
- Davis, Charles L.; Bellas, Henry H. (1896). A Brief History of the North Carolina Troops on the Continental Establishment in the War of the Revolution, With a Register of Officers of the Same, and A Sketch of the North Carolina Society of the Cincinnati, From its Organization in 1783 to its So-called Dissolution after 1790. Philadelphia, PA: [s.n.] OCLC 3170032.
- Godbold, Jr., E. Stanley; Woody, Robert H. (1982). Christopher Gadsden and the American Revolution. Knoxville, TN: University of Tennessee Press/Knoxville. ISBN 978-0-87049-362-1. Archived from the original on 2013-04-09.
- Kars, Marjoleine. (2002). Breaking Loose Together: The Regulator Rebellion in Pre-Revolutionary North Carolina. Chapel Hill, NC: University of North Carolina Press. ISBN 978-0-8078-4999-6.
- Lefler, Hugh T.; Powell, William S. (1973). Colonial North Carolina: A History. New York: Charles Scribner's Sons. ISBN 978-0-684-13536-6.
- Lennon, Donald (1979). "Robert Howe".  In Watson, Alan D. (ed.). Harnett, Hooper & Howe: Revolutionary Leaders of the Lower Cape Fear. Wilmington, NC: L.T. Moore Memorial Commission, Lower Cape Fear Historical Society. pp. 68–100. OCLC 681825153.
- Powell, William S.; Hill, Michael (2010). The North Carolina Gazetteer: A Dictionary of Tar Heel Places and Their History (Second ed.). Chapel Hill, NC: University of North Carolina Press. ISBN 978-0-8078-3399-5.
- Rankin, Hugh F. (1971). The North Carolina Continentals (2005 ed.). Chapel Hill, NC: University of North Carolina Press. ISBN 978-0-8078-1154-2.
- Rankin, Hugh F. (1988). "Howe, Robert".  In Powell, William S (ed.). Dictionary of North Carolina Biography. Vol. 3 (H–K). Chapel Hill, NC: University of North Carolina Press. pp. 218–219. ISBN 978-0-8078-1918-0.
- Ranlet, Philip (1991). "Loyalty in the Revolutionary War: General Robert Howe of North Carolina". Historian. 53 (4): 721–742. doi:10.1111/j.1540-6563.1991.tb00831.x.
- Schaw, Janet (1921).  Andrews, Evangeline W.; Andrews, Charles M. (eds.). Journal of a Lady of Quality: Being the Narrative of a Journey from Scotland to the West Indies, North Carolina, and Portugal, in the years 1774 to 1776. New Haven, CT: Yale University Press. OCLC 1707492.
- Whitaker, Bessie (1908).  Hamilton, J.G. de Roulhac (ed.). The Provincial Council and Committees of Safety in North Carolina. Chapel Hill, NC: The University Press. OCLC 2974489.